# IC 4995
IC 4995 — галактика типу S0 (спіральна галактика) у сузір'ї Телескоп.
Цей об'єкт міститься в оригінальній редакції індексного каталогу.